# ロシアエネルギー省
ロシア連邦エネルギー省（ロシアれんぽうエネルギーしょう、ロシア語: Министерство энергетики Российской Федерации）は、ロシアの中央省庁のひとつ。2008年5月12日、大統領令724号によってロシア連邦政府に設置された。エネルギー製造およびエネルギー資源の使用に関する政策を担当する。初代エネルギー大臣はセルゲイ・シマトコ。
ドミートリー・メドヴェージェフ内閣のエネルギー相はアレクサンドル・ノヴァク。